# André Kostelanetz
André Kostelanetz (właśc. Abram Naumowicz Kostielaniec, ros. Абрам Наумович Костелянец; ur. 22 grudnia 1901 w Petersburgu, zm. 13 stycznia 1980 w Port-au-Prince) – amerykański dyrygent i aranżer pochodzenia rosyjskiego.

## Życiorys
W latach 1920–1922 studiował w Konserwatorium Petersburskim. W 1922 roku wyemigrował do Stanów Zjednoczonych, w 1928 roku otrzymał amerykańskie obywatelstwo. Początkowo występował jako akompaniator, następnie podjął pracę w radio, prezentując muzykę poważną i rozrywkową. Od 1930 roku dyrygował orkiestrą symfoniczną CBS. Ceniony jako aranżer i dyrygent, prowadził własną orkiestrę rozrywkową. W czasie II wojny światowej odbył szereg podróży koncertowych z orkiestrami wojskowymi. Występował w krajach europejskich, Stanach Zjednoczonych, Japonii i Izraelu. Na potrzeby swoich programów koncertowych zamawiał specjalnie utwory u czołowych amerykańskich kompozytorów, komponowali dla niego m.in. Aaron Copland (Lincoln Portrait), William Schuman (New England Tritpych), Paul Creston (Frontiers), Ferde Grofé (Hudson River Suite), Alan Hovhaness (Floating World). Dyrygował podczas prawykonania Capriccio burlesco Williama Waltona i dokonał pierwszego nagrania tego utworu (1968). Gościnnie dyrygował różnymi orkiestrami, m.in. New York Philharmonic. Dokonał licznych, cieszących się popularnością nagrań płytowych. Sprzedał ponad 50 milionów płyt.
W latach 1938–1958 był mężem śpiewaczki Lily Pons, z którą często razem występował. Wspólnie z Glorią Hammond napisał książkę Echoes: Memoirs of Andre Kostelanetz (wyd. Nowy Jork 1981).